# Pituffik
Pituffik was een dorp in Groenland. In 1951 kregen de Verenigde Staten toestemming een luchtbasis te bouwen op het grondgebied van Pituffik. Twee jaar later, in 1953, moesten alle toenmalige inwoners, net als de inwoners van het nabijgelegen Dundas, 130 km verhuizen in noordelijke richting naar de nieuwe stad Qaanaaq, toen beter bekend als het 'nieuwe Thule'.